# Kremlin Cup 1991
La Kremlin Cup 1991 è stato un torneo di tennis giocato sul cemento indoor.
È stata la 2ª edizione della Kremlin Cup, che fa parte della categoria World Series nell'ambito dell'ATP Tour 1991. Il torneo si è giocato allo Stadio Olimpico di Mosca, 
in Russia, dal 4 al 10 novembre 1991.

## Campioni

### Singolare maschile
Andrej Čerkasov ha battuto in finale  Jakob Hlasek con il punteggio di 7–6(2), 3–6, 7–6(5)

### Doppio maschile
Eric Jelen /  Carl-Uwe Steeb hanno battuto in finale  Andrej Čerkasov /  Aleksandr Volkov con il punteggio di 6–4, 7–6